# Instituto de Idiomas de Salta (Argentina)
El Instituto de Idiomas de Salta fue creado en abril de 2012 bajo Decreto de Creación 1235 con la misión de democratizar el acceso al aprendizaje de idiomas brindando a toda la población la posibilidad de acceder a una capacitación gratuita y de calidad, en línea con las políticas de equidad e inclusión estipuladas en la Ley Nacional de Educación N.º 26206 y conscientes del rol que los idiomas tienen como facilitadores de canales de comunicación comerciales, socioculturales, académicos y de acceso al trabajo. El Gobierno de la Provincia de Salta tomó esta iniciativa con la finalidad de facilitar gratuitamente a la población una mayor inserción laboral, satisfacer la demanda del sector turístico y promover la realización de postgrados.

## El Instituto
El Instituto de Idiomas de Salta fue creado en abril de 2012 bajo Decreto de Creación 1235 con la misión de democratizar el acceso al aprendizaje de idiomas brindando a toda la población la posibilidad de acceder a una capacitación gratuita y de calidad, en línea con las políticas de equidad e inclusión estipuladas en la Ley Nacional de Educación N.º 26206 y conscientes del rol que los idiomas tienen como facilitadores de canales de comunicación comerciales, socioculturales, académicos y de acceso al trabajo.
Inicialmente, fue diseñado para 1.200 personas como prueba piloto, pero luego, debido a la enorme demanda, se proporcionaron los recursos humanos, edilicios y económicos para contener a una matrícula de 13.575 inscriptos, mayormente para inglés, seguidos de portugués y francés. Se inauguraron cuatro sedes en las zonas centro, Sur, Sudeste y Norte de la ciudad con cinco aulas anexas, totalizando nueve instituciones que funcionan en escuelas primarias públicas en horario vespertino.
Desde su creación, el Instituto ha dado trabajo a casi 180 docentes, mayormente de inglés, pero también de portugués y francés, reposicionando así a estas idiomas como lenguas de opción. Desde 2012 a la fecha, cada año completan el año entre 6.200 (2012) y 6.700 (2014) niños, adolescentes y adultos. La matrícula del Instituto se distribuye aproximadamente en un 75% para inglés, un 15% para portugués y un 10% para francés.
Los programas del Instituto de Idiomas están alineados con el Marco Común Europeo de Enseñanza y Aprendizaje y los alumnos acreditan los niveles de competencia A1, A2, B1 y B2. Por cumplirse en 2015 su tercer año de existencia, los alumnos acreditaron ese año el nivel A2, y en 2017 el nivel B2. En setiembre de 2018, 2.700 alumnos rindieron un simulacro del nivel A2.

## La importancia del estudio de una Lengua Extranjera
El estudio de lenguas extranjeras constituye una instancia privilegiada, enriquece la visión del mundo, abre espacios para que los estudiantes inicien procesos de búsqueda, apropiación y construcción de saberes que partan de sus propios interrogantes e intereses, genera una actitud de confianza, promueve una actitud de reflexión. Desde una perspectiva cognitiva, el aprendizaje de lenguas extranjeras implica el uso de procesos de organización de conocimientos que resulta en una estructura mental más amplia y flexible, y por lo tanto, en una mayor riqueza cognitiva. Desde una perspectiva cultural, cuanto más estudiamos las lenguas más descubrimos sus culturas, y más comprendemos a los otros. Y cuanto más comprendemos a los otros, somos más tolerantes de las diferencias y tenemos menos actitudes etnocéntricas. Además por comparación, el conocimiento de otras culturas ayuda a valorar la propia. Como asegura la Dra. Christine Hélot, profesora del Instituto Universitario de Formación de Maestros de Alsacia, Francia, “El aprendizaje de lenguas es extremadamente importante, y su finalidad debe ser mucho más amplia que simplemente aprender la lengua; es también aprender otra cultura, adentrarse en ella y comprender que las culturas no son superiores o inferiores. Aprender una lengua es descentralizarse, dejar de considerarse el centro del mundo, que mi cultura es la única que existe y que tiene valor".
La educación en la actualidad no puede limitarse a las materias básicas que se imparten en las instituciones educativas. Es necesario que nuestros estudiantes aprendan otro idioma además de su lengua materna como forma de expandir sus conocimientos. El reto para los jóvenes es conocer otros idiomas, pues, “el analfabeto del futuro será aquel que no sepa manejar la computadora y no domine por lo menos otro idioma.” Estudiar un idioma constituye una llave para el futuro. Por último, una de las razones más importantes para el estudio de idiomas es la salud. Se ha demostrado en estudios que manejar adecuadamente dos o más idiomas previenen el Alzheimer, una de las enfermedades más temidas de la edad adulta.

## Sedes e Idiomas que se dictan
La convocatoria es abierta para todas las edades y niveles. Las sedes y niveles de idiomas que se dictan en los Institutos, en la Ciudad de Salta, son:
1- Instituto N° 7.216 Sede Escuela Dr. Indalecio Gómez

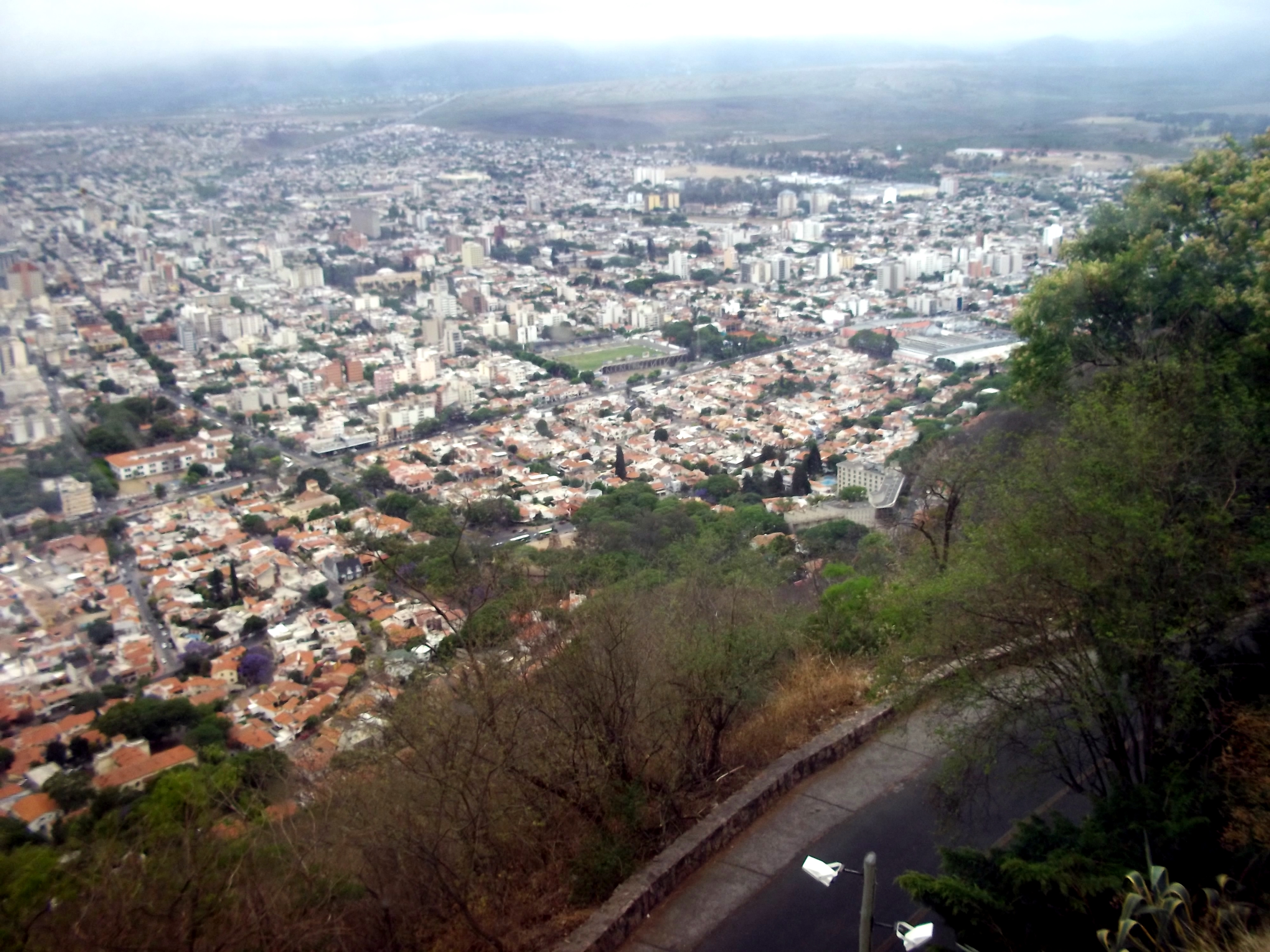
Vista panorámica de la Ciudad de Salta

Inglés: niveles inicial, elemental e intermedio niños, adolescentes y adultos

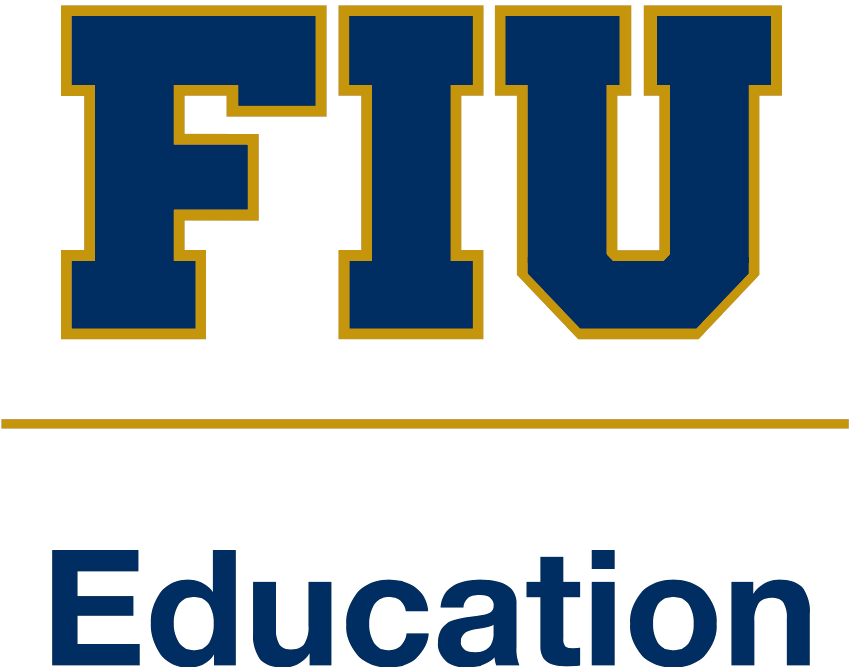
Universidad de La Florida Educación

Francés: niveles inicial y elemental adultos

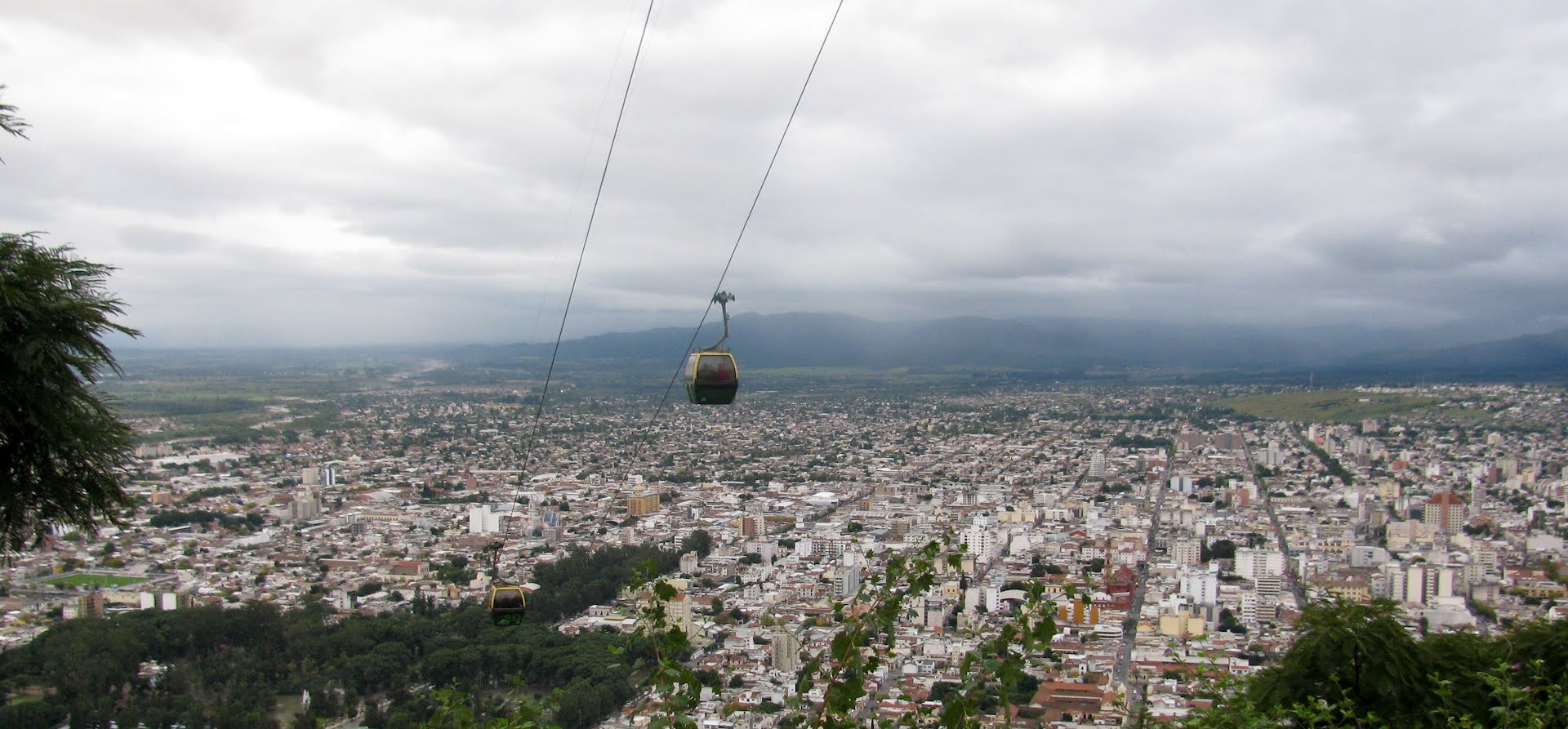
Vista panorámica de la ciudad de Salta desde la cima del cerro San Bernardo

Portugués: niveles inicial, elemental e intermedio niños, adolescentes y adultos
2- Instituto N° 7.216 Anexo Escuela Gral. Martín Miguel de Güemes
Inglés: niveles inicial, elemental e intermedio niños, adolescentes y adultos
Francés: niveles inicial y elemental adultos
Portugués: niveles inicial y elemental niños, adolescentes y adultos
3- Instituto de Idiomas N° 7.216 Anexo Escuela Dr. Joaquín Castellanos
Inglés: niveles inicial, elemental e intermedio niños, adolescentes y adultos
Francés: niveles inicial y elemental adultos
Portugués, niveles inicial y elemental niños, adolescentes y adultos
Italiano: nivel inicial, adultos
4- Instituto de Idiomas N° 7.217 Sede Escuela Provincia de Salta
Inglés: niveles inicial, elemental e intermedio niños, adolescentes y adultos
Portugués: niveles inicial y elemental niños, adolescentes y adultos
5- Instituto de Idiomas N° 7.217 Anexo Escuela 4.811
Inglés: niveles inicial, elemental e intermedio niños, adolescentes y adultos
Portugués: niveles inicial y elemental niños, adolescentes y adultos
6- Instituto de Idiomas N° 7.218 Sede Escuela Eva Perón
Inglés: niveles inicial, elemental e intermedio niños, adolescentes y adultos
Portugués: niveles inicial y elemental niños, adolescentes y adultos
7- Instituto de Idiomas N° 7.218 Anexo Escuela Dr. Nicolás Avellaneda
Inglés: niveles inicial, elemental e intermedio niños, adolescentes y adultos
Portugués: niveles inicial y elemental niños, adolescentes y adultos

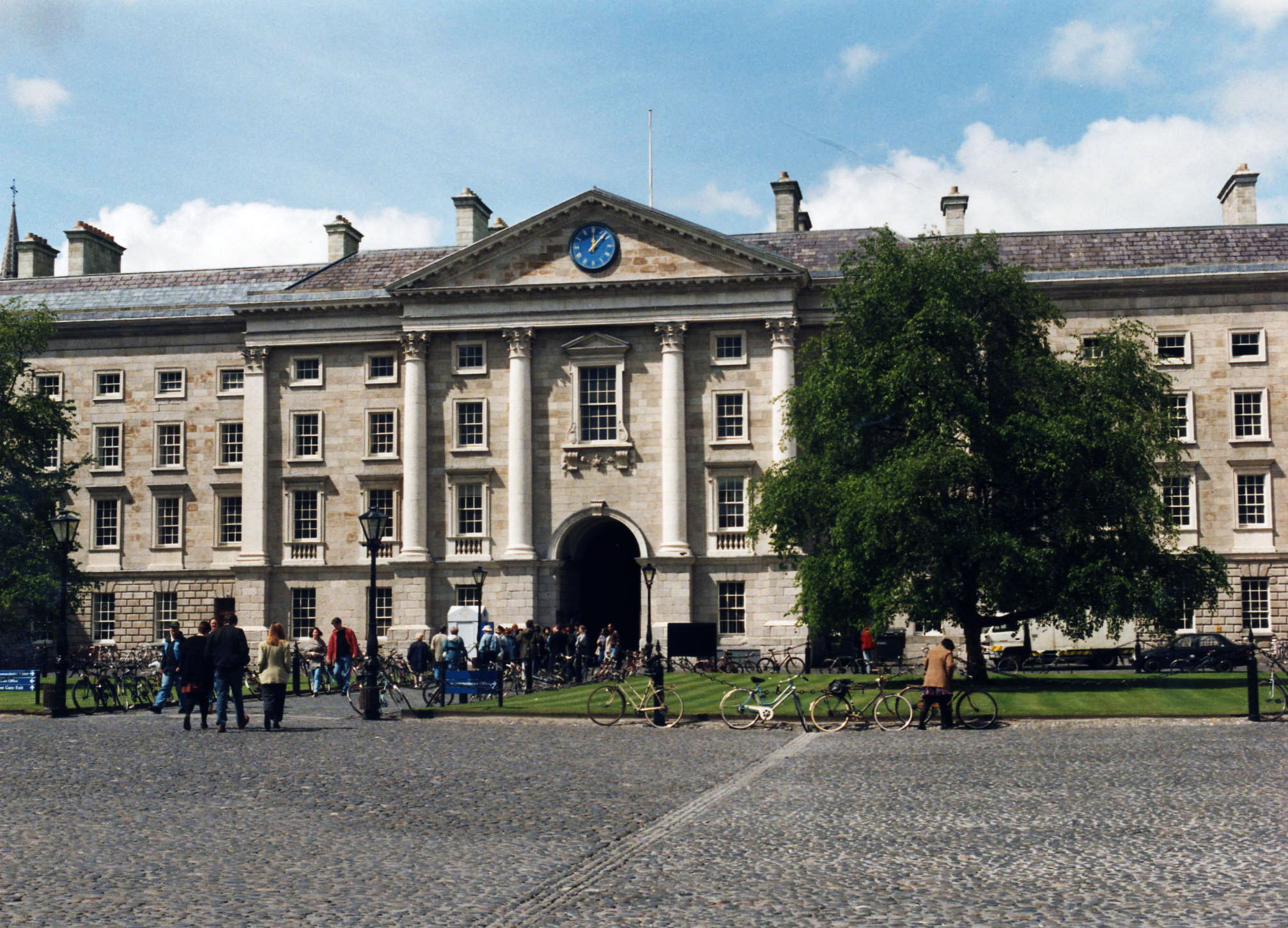
Trinity College

8- Instituto de Idiomas N° 7.219 Sede Escuela Mariquita Sánchez de Thompson
Inglés: niveles inicial, elemental e intermedio niños, adolescentes y adultos
Portugués: niveles inicial y elemental niños, adolescentes y adultos
9- Instituto de Idiomas N° 7.219, Anexo Escuela Clara Saravia de Arias
Inglés: niveles inicial, elemental e intermedio niños, adolescentes y adultos
Portugués: niveles inicial y elemental niños, adolescentes y adultos
También se estudia el idioma Chino Mandarín en la modalidad virtual, en un convenio con el Instituto Confucio
Cabe destacar que estos institutos funcionan desde 2012 para diferentes edades. Se desarrollan cursos para niños de 8 años, de adolescentes desde los 12 años, y adultos a partir de los 17 años.

## Intercambios Educativos
Este proyecto fue creciendo, a tal punto que el año pasado, el gobernador Juan Manuel Urtubey despidió a once docentes y estudiantes de los Institutos de Idiomas de Salta, que iniciaron su viaje de estudios hacia la Universidad de Florida, Estados Unidos.
Se trató de alumnos destacados en cada una de las de los institutos, y por tal razón tuvieron la posibilidad de acceder al aprendizaje y el progreso. La comitiva salteña realizó cursos de perfeccionamiento del idioma inglés, en el Instituto de Lengua Inglesa de la Universidad de Florida.
Esta iniciativa del Gobierno de la Provincia de Salta se concretó con la finalidad de formar a futuros tutores que puedan volcar los conocimientos adquiridos en las comunidades educativas de escuelas públicas de la provincia.
En este sentido, el proceso de selección de los beneficiados se basó específicamente en la capacidad de alumnos y profesores de producir un impacto social multiplicador del aprendizaje del idioma.
Los beneficiarios formaron parte del Programa de Capacitación en inglés, al que Salta se sumó tras la creación de los Institutos de Idioma en 2012.
En la Universidad Norteamericana tuvieron la posibilidad de compartir con estudiantes de distintos lugares del mundo.
A principios de este mes, se propuso la obtención de certificaciones internacionales para alumnos de los institutos de idiomas
Por tal motivo, el titular de la cartera educativa, Roberto Dib Ashur  mantuvo una reunión con la referente en Argentina y Chile de la Trinity College London Erna Berntz oportunidad en la que analizaron la participación de estudiantes de nivel intermedio de los Institutos de Idiomas de Salta, en los exámenes de ese organismo y la posterior obtención de certificaciones internacionales.
Las autoridades intercambiaron propuestas para la puesta en marcha del nuevo proyecto y acordaron planificar reuniones posteriores a fin de explicitar los avances del mismo.

## Manifestaciones Culturales e Idiomas
Muchos desconocen que las Fiestas Juninas son en Brasil el segundo acontecimiento más esperado del año, después del carnaval.

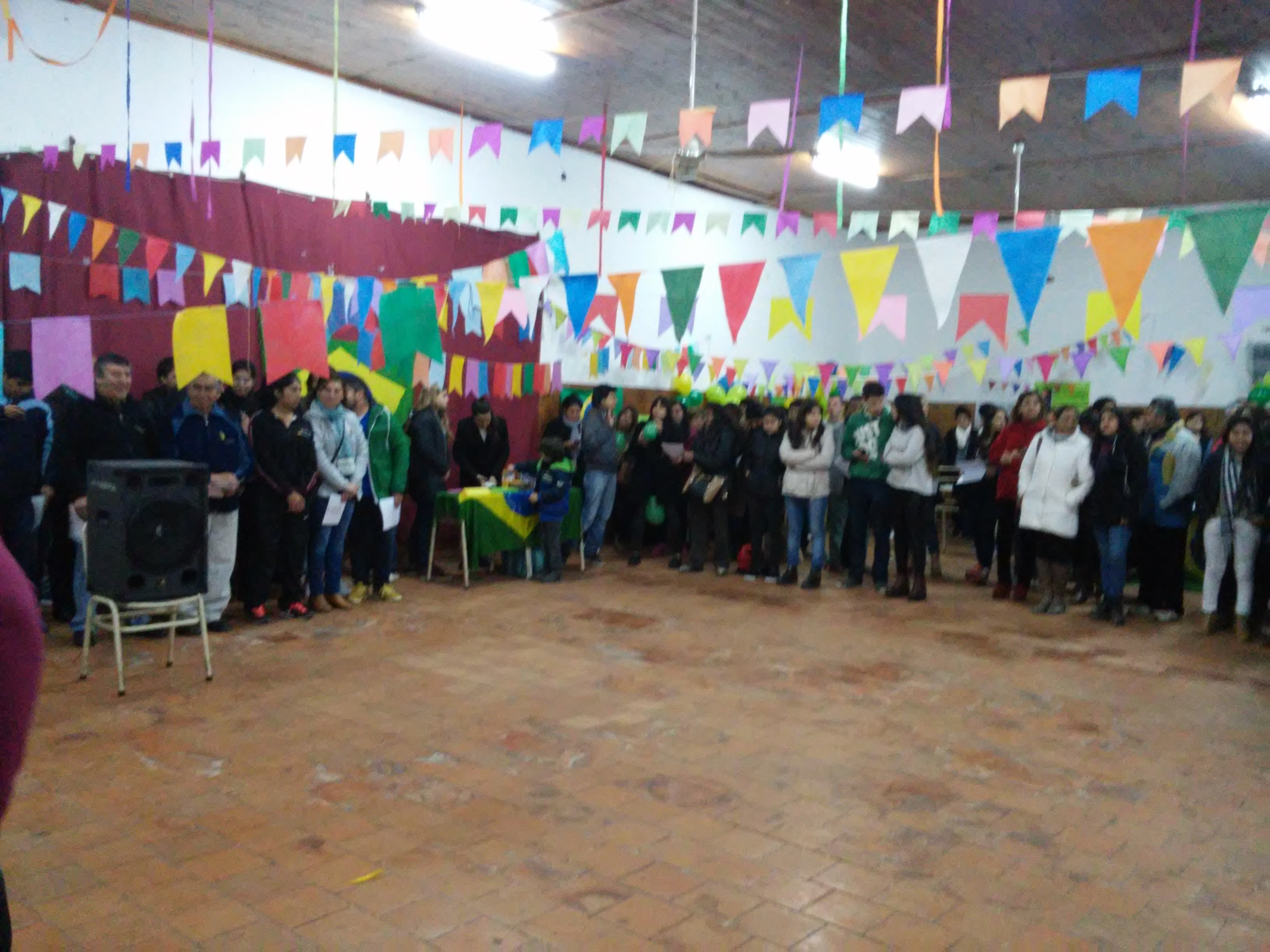
Salón preparado para comenzar la Festa Junina. Junio 2016. Instituto de Idiomas de Salta. 7216

Para difundir esta expresión cultural y visibilizar la enseñanza de la lengua portuguesa en nuestra ciudad, alumnos y docentes de los Institutos de Idiomas de Salta organizan en junio una verdadera Festa Junina con danzas, música y comidas estos festejos que se realizan en homenaje a tres santos católicos, a los que se conmemora durante ese mes: San Antonio (13), San Juan Bautista (24) y San Pedro (29).

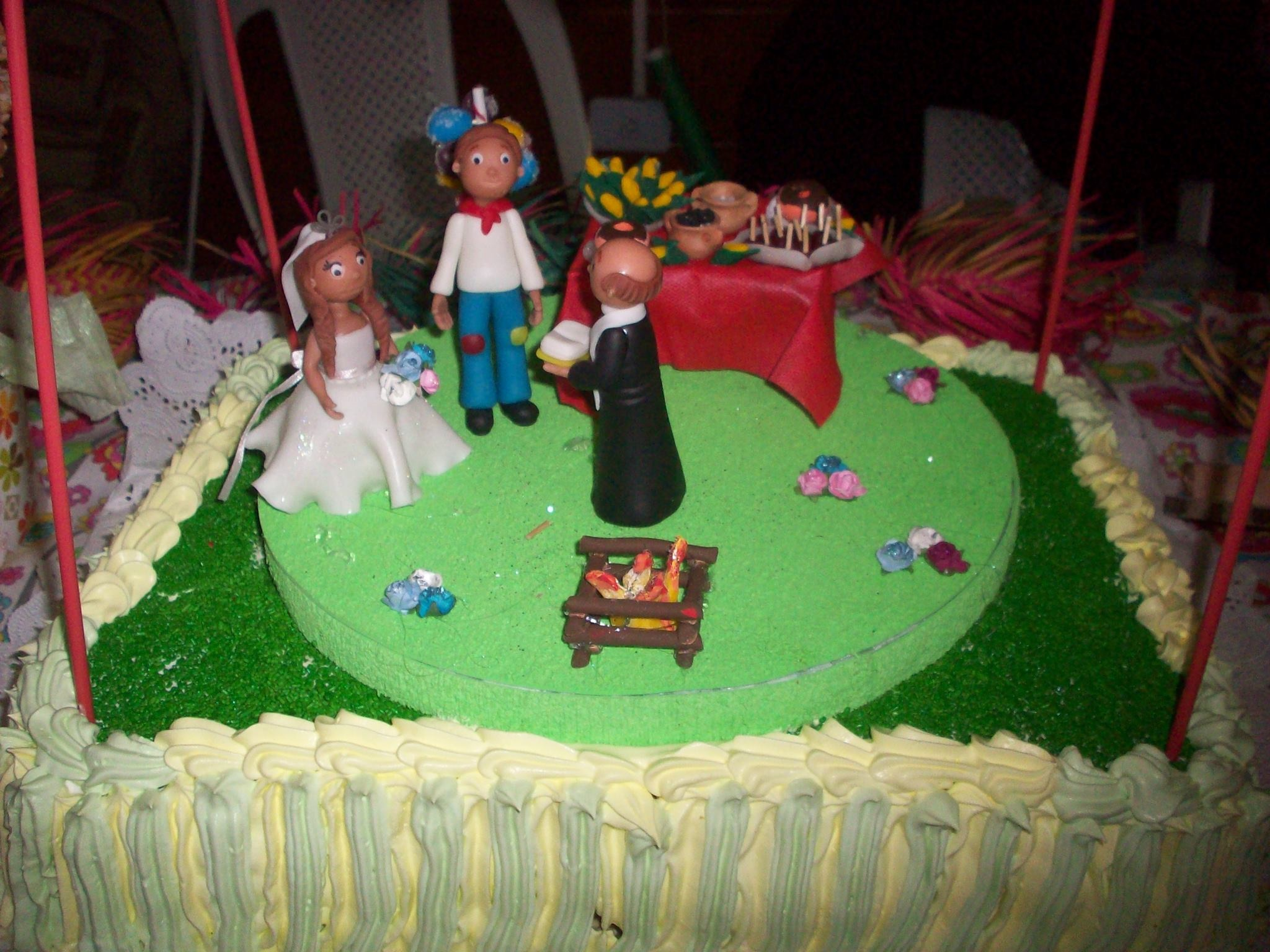
Bolo Junino realizado por alumnas del Instituto de Idiomas 7216. Año 2015

## Participación en Certámenes
Certamen interprovincial
En 2013, el Instituto Salteño de Idiomas participó de un certamen interprovincial. La coordinadora del proyecto, contó que “la experiencia consistió en un concurso de karaoke en inglés y portugués para adolescentes, por iniciativa de la Escuela Normal de San Pedro de Jujuy con la utilización de recursos informáticos, lo que permitió que los estudiantes realicen tareas de interpretación de canciones, prácticas de fonética, empleo correcto de la gramática, vocalización y entonación de las canciones trabajadas”.
Los alumnos de los institutos compitieron entre sí hasta que quedó un finalista por idioma: Luz María Díaz, por portugués, y Axel y Tobías Heredia, por inglés. Ellos participaron de la final en Jujuy, donde Luz ganó el interprovincial por portugués y Axel quedó en segundo lugar por inglés. La experiencia se repetirá este año.